# Pădurea Gorganu
Pădurea Gorganu este o arie naturală protejată ce corespunde categoriei a IV IUCN (rezervație naturală de tip forestier), situată în județul Gorj, pe teritoriul administrativ al comunei Padeș.

## Descriere
Rezervația naturală cu o suprafață de 21,30 hectare aflată în partea vestică a satului Motru Sec, la o altitudine de 600 m, a fost declarată arie protejată prin Legea Nr.5 din 6 martie 2000 (privind aprobarea Planului de amenajare a teritoriului național - Secțiunea a III-a - zone protejate) și  reprezintă o zonă împădurită, cu rol de protecție pentru specia de arbust cunoscută sub denumirea de alun turcesc (Corylus colurna).

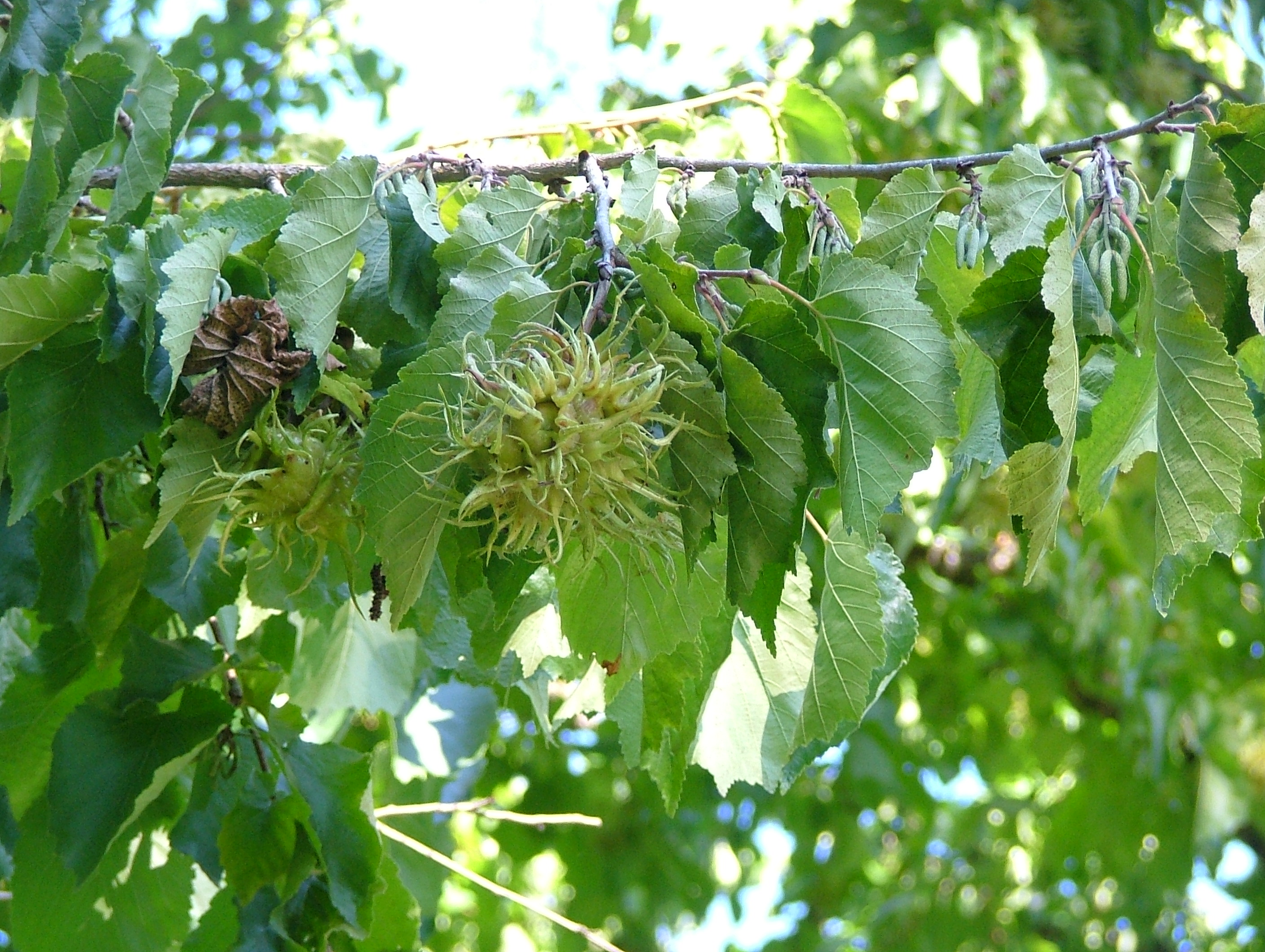
Alun turcesc (Corylus colurna)